# ایکدا میتسوماسا
ایکدا میتسوماسا (به ژاپنی: 池田 光政 いけだ みつまさ Ikeda Mitsumasa); ۱۰ مهٔ ۱۶۰۹ – ۲۷ ژوئن ۱۶۸۲) سیاستمدار اهل ژاپن بود.